# Chiesa di San Bernardo (Pigna)
La chiesa di San Bernardo è un luogo di culto cattolico situato nel comune di Pigna, in via Fossarel, in provincia di Imperia.

## Storia e descrizione
L'edificio di culto, ubicato nei pressi del locale cimitero, fu costruito tra la fine del XIV secolo e l'inizio del XV secolo, forse sopra una struttura preesistente, lungo il vecchio percorso viario che collegava i borghi di Sanremo, Bajardo, Pigna, Saorgio e Tenda.
L'interno ospita uno dei più importanti cicli di affreschi del Quattrocento ligure, realizzati dal pittore Giovanni Canavesio, che li firma e data 1482, gli Evangelisti e i Dottori della Chiesa delle due volte, scene della Passione e del Giudizio Universale sulle pareti.
I primi restauri del complesso e dei suoi interni furono eseguiti tra il 1935 e il 1936, ma un successivo restauro fu quasi obbligatorio negli anni cinquanta a causa del pessimo stato di conservazione degli affreschi interni; altri interventi restaurativi furono eseguiti nel 1959 e nel 1976.
La chiesa dopo vari anni di chiusura è stata ufficialmente riaperta il 5 aprile del 1998 dopo un restauro interno durato dagli anni ottanta al 1996.

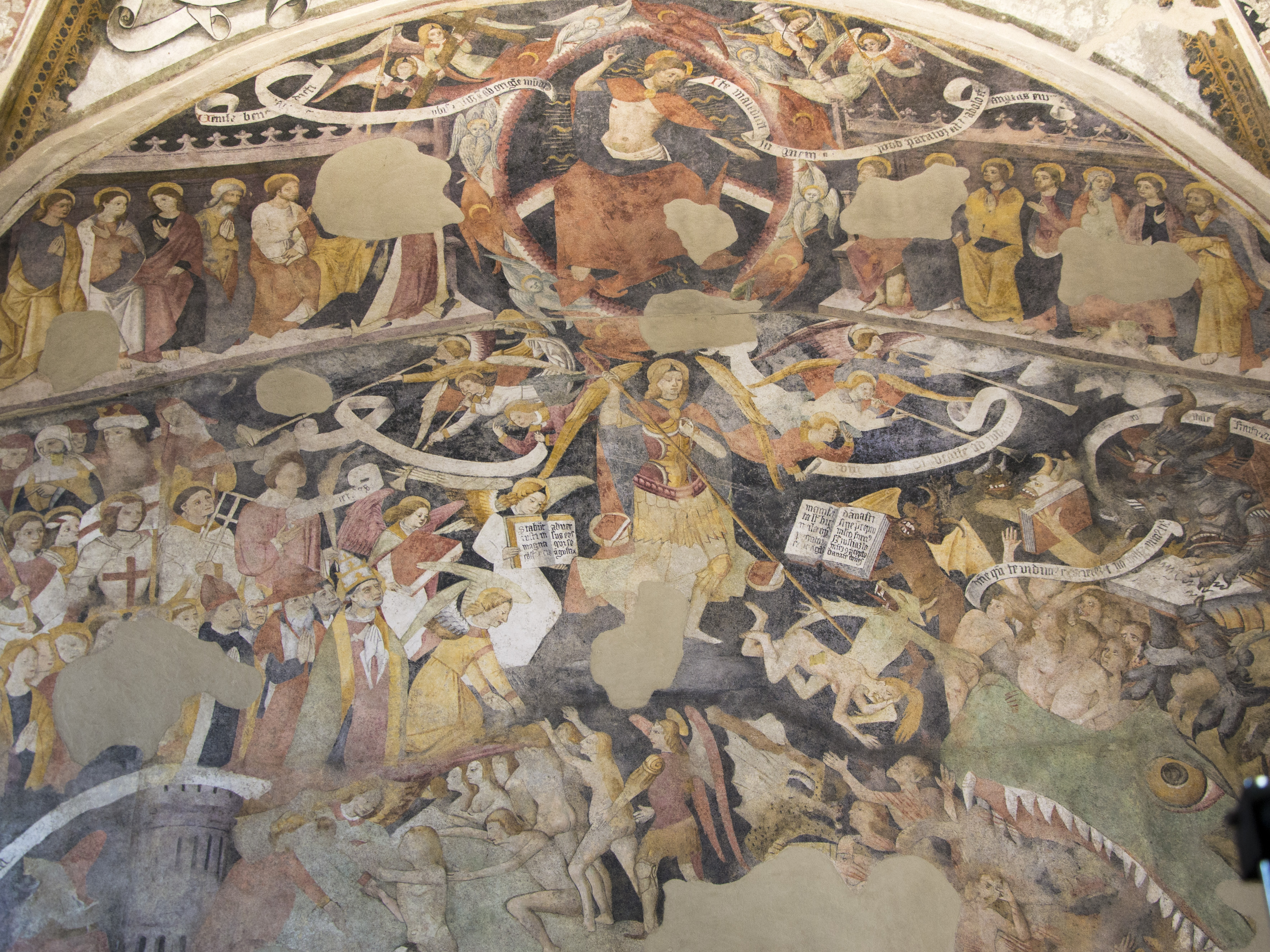
Giudizio Universale
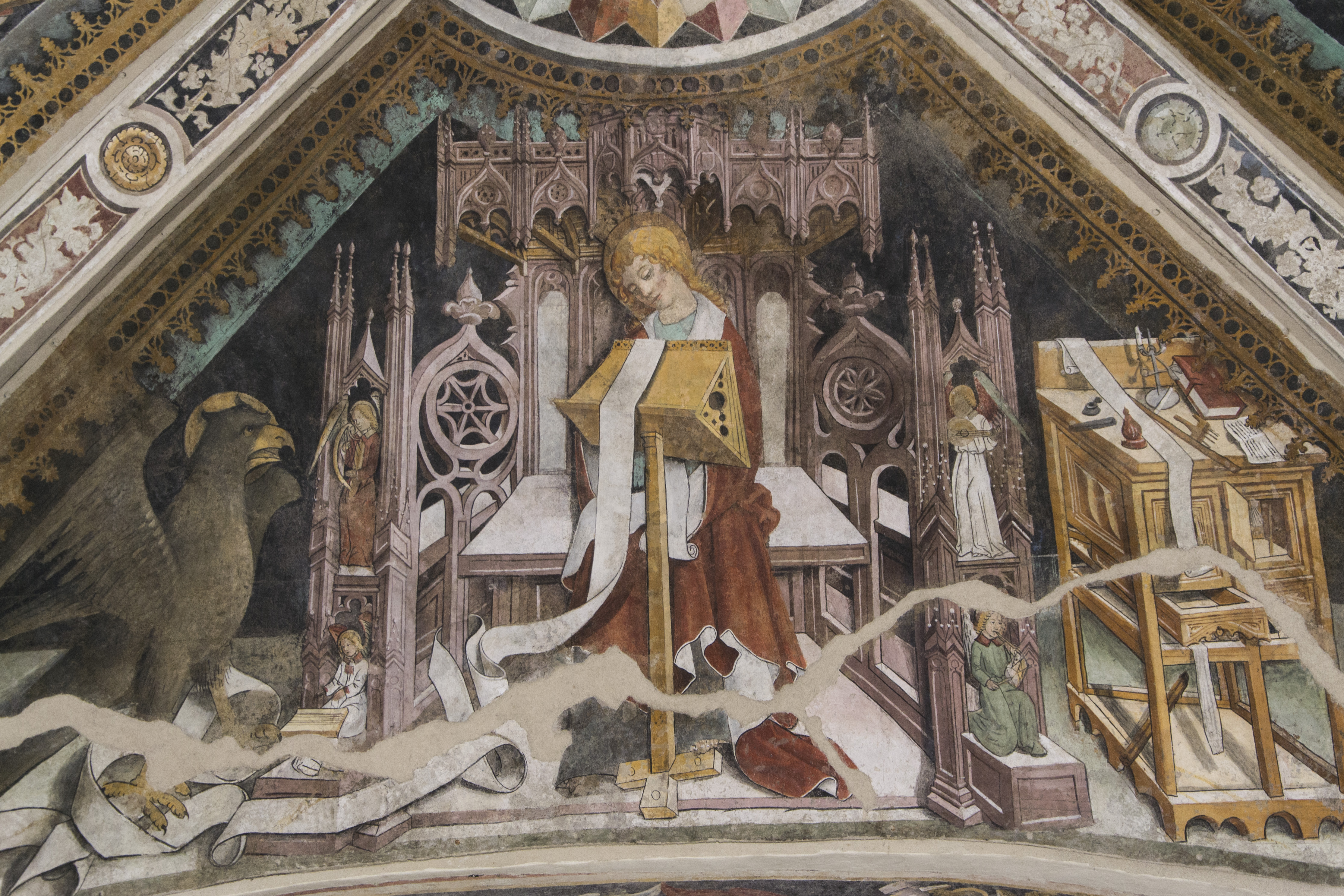
San Giovanni
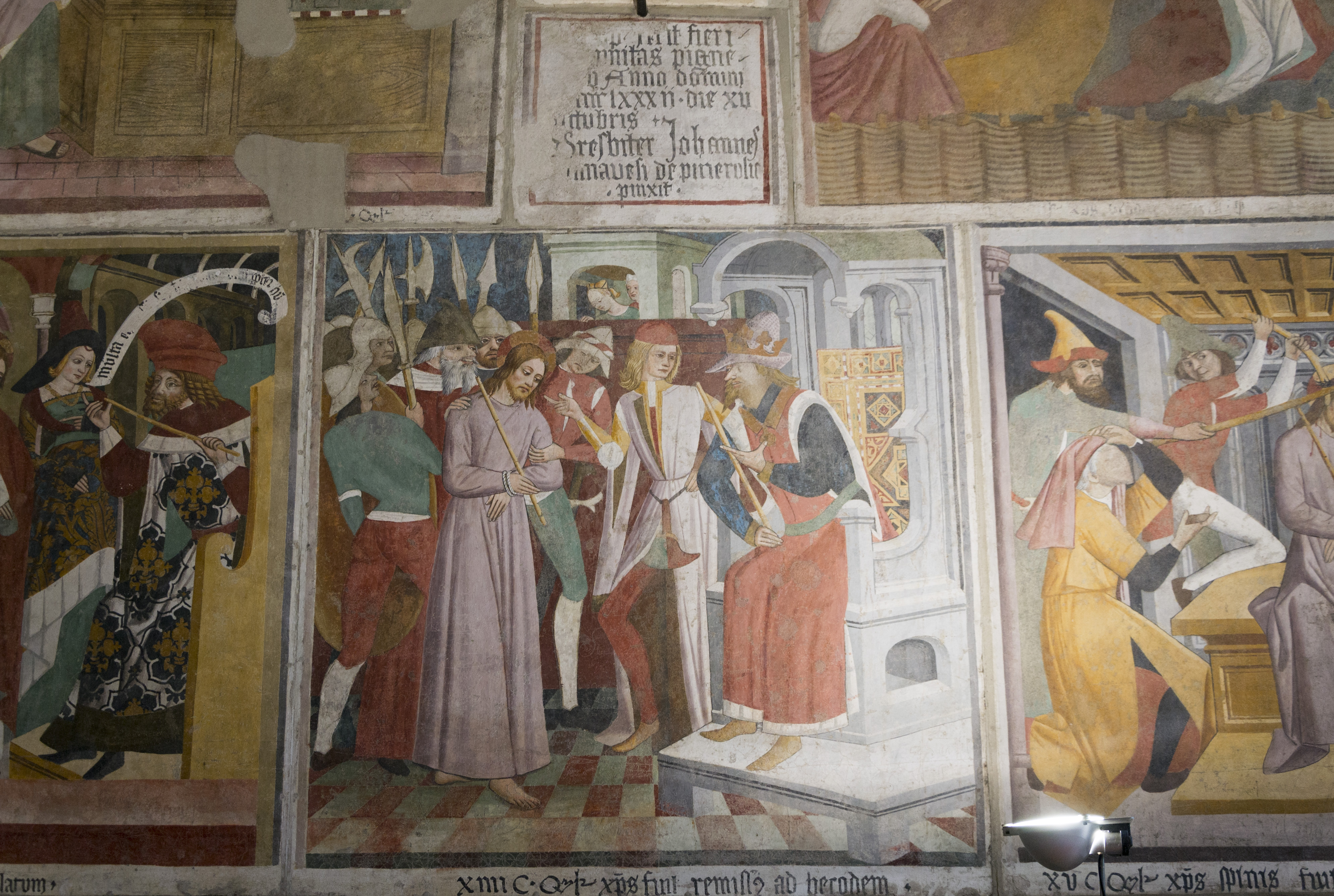
Scene della Passione, firmate Presbiter Johannes Canavesi de Pinerolo
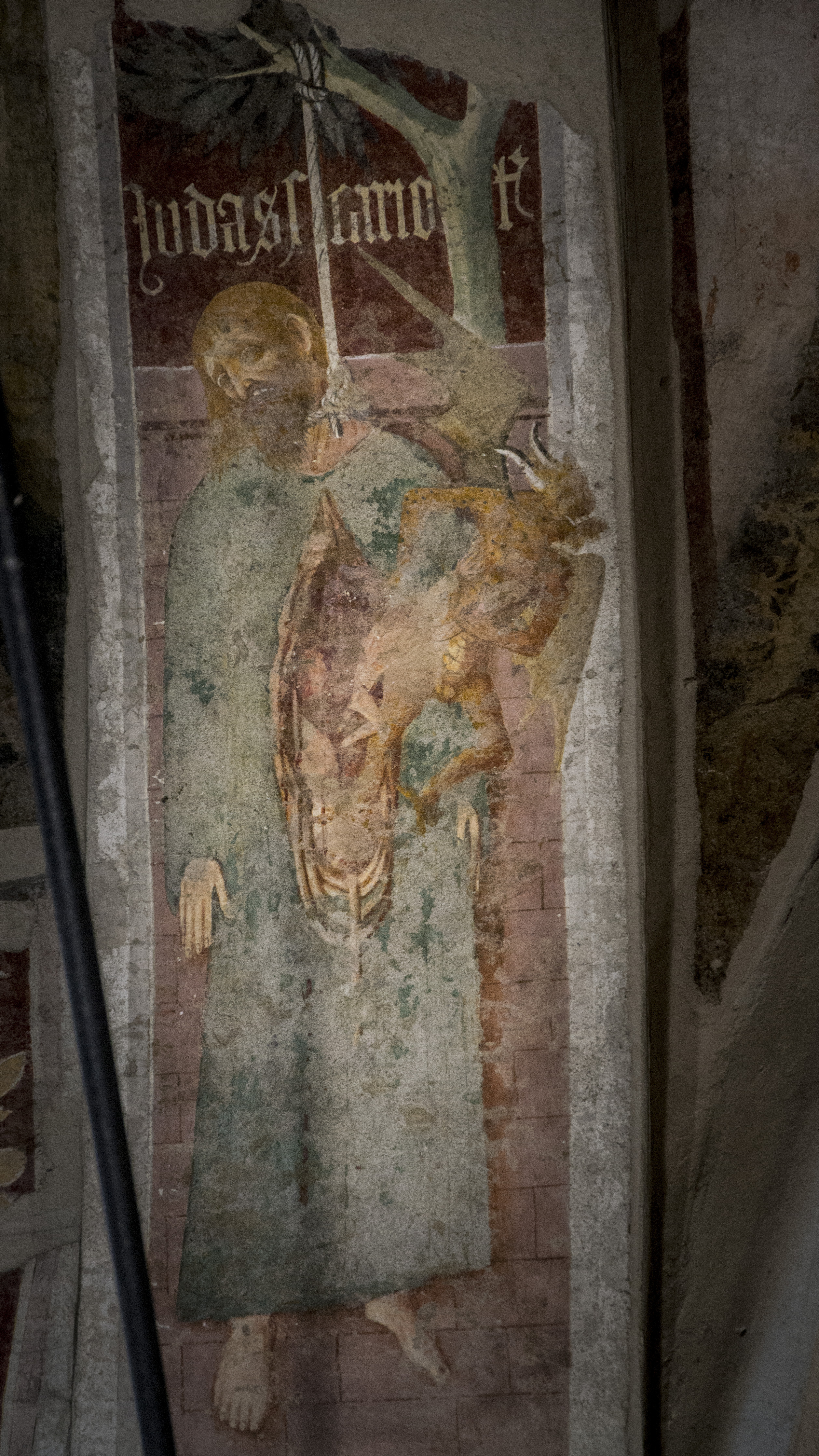
Giuda